# Torre d'en Dolça
La Torre d'en Dolça es una edificación construida totalmente de piedra situada en Vilaseca, Tarragona.

## Historia
Tiene más de 600 años de antigüedad y servía para proteger y vigilar aquella zona y alrededores del ataque de piratas y saqueadores. Es origen de la baronía de la Torre de Endelsa, que continúa existiendo en la actualidad.

## Estructura y estado
Esta torre está formada por una planta cuadrada y actualmente conserva dos de los tres muros originales. También posee gran parte del tercer muro, el cual está parcialmente reconstruido con un material artificial claramente actual.

## Situación
Actualmente esta torre forma parte de un parque público cerca de las proximidades de Vilaseca. Al lado de la torre se encuentran las diversas excavaciones medievales. Estudios indican que la torre fue construida en el siglo XII y reconstruida en el XV. El parque público delimita con los terrenos de expansión del resort PortAventura World.